# Житловий будинок (вулиця Глібова, 5)
Житловий будинок — пам'ятка архітектури місцевого значення у Ніжині за адресою вулиця Глібова, 5. Наразі тут розміщуються «Ніжинтепломережі» (абонентський відділ) та Ніжинська фітосанітарна служба.

## Історія
Спочатку було внесено до «списку нововиявлених пам'яток архітектури» під назвою «Житловий будинок».
Наказом Міністерства культури і туризму від 21.12.2012 № 1566 надано статус «пам'ятник архітектури місцевого значення» з охоронним № 10009-Чр під назвою «Житловий будинок». Встановлено інформаційну дошку.

## Опис
Будинок збудований наприкінці XVIII століття.
Двоповерховий, кам'яний, оштукатурений, прямокутний у плані будинок з двосхилим дахом. Віконні прорізи чотирикутні, прикрашені лиштвою. Кути фасаду акцентовані пілястрами, завершений карнизом.